# Малинівка (Крупський район)
Малинівка (біл. вёска Малінаўка) — село в складі Крупського району Мінської області, Білорусь. Село підпорядковане Костричницькій сільській раді, розташоване в східній частині області.